# Custer (fumetto)
Custer è una serie a fumetti realizzato da Carlos Trillo e Jordi Bernet.

## Trama
La protagonista si chiama Custer, una giovane che ha concesso a una televisione di filmare ogni attimo della sua vita e pertanto è sempre e ovunque seguita da telecamere. Col tempo si pente della scelta in quanto la sua vita privata ne è stata distrutta.

## Storia editoriale
In Spagna la serie venne pubblicata sulla rivista Zona 84 nel 1985; in Italia la serie è stata pubblicata sulla rivista Comic Art dal 1985 e su Bop A Lula nel 1986; nel 1987 venne pubblicata dall'Eura editoriale su Lanciostory; tutta la serie, composta da nove episodi, è stata poi pubblicata in un volume dalla ACME nel 1991 e da Allagalla Editore nel 2009.
1. Missione Alphaville
2. Metropolis Blues
3. Fat City
4. Chinatown
5. Ribellione a Dark City
6. Povera Annabelle
7. Finale a Sunset Boulevard
8. La vita in diretta
9. La fabbrica dei sogni